# Kim Ga-eul
Kim Ga-eul (kor. 김가을, Kim Ga Eul, ur. 24 września 2002), znana jako Gaeul – południowokoreańska raperka i piosenkarka. Jest najstarszą członkinią girlsbandu IVE, należącego do Starship Entertainment.

## Młodość i edukacja
Kim Ga-eul urodziła się 24 września 2002 r. Uczęszczała do żeńskiego gimnazjum, podczas którego była częścią klubu tanecznego, i żeńskiego liceum. 

## Kariera

### 2021– obecnie: Działalność w IVE
Gaeul otrzymała propozycję zostania stażystką pod JYP Entertainment oraz kolejną propozycję od Starship Entertainment, jednak finalnie wybrała Starship Entertainment i trenowała pod ich szyldem od 2017 r.
4 listopada 2021 r. Gaeul została drugą ogłoszoną członkinią girlsbandu IVE. Prawie miesiąc później, 1 grudnia 2021 roku Gaeul oficjalnie zadebiutowała jako członkini zespołu IVE wraz z wydaniem ich pierwszego minialbumu Eleven, który zawiera singiel o tej samej nazwie oraz piosenkę Take It.

## Dyskografia

### Zasługi w kompozycji
| Tytuł         | Rok wydania | Wykonawca | Album     | Uwagi                     |
| ------------- | ----------- | --------- | --------- | ------------------------- |
| ROYAL         | 2022        | IVE       | Love DIVE | jako autorka tekstu (rap) |
| Kitsch        | 2023        | IVE       | I've IVE  | jako autorka tekstu (rap) |
| Hypnosis      | 2023        | IVE       | I've IVE  | jako autorka tekstu (rap) |
| NOT YOUR GIRL | 2023        | IVE       | I've IVE  | jako autorka tekstu (rap) |
| Next Page     | 2023        | IVE       | I've IVE  | jako autorka tekstu (rap) |